# Prvenstvo Anglije 1934
Prvenstvo Anglije 1934 v tenisu.

## Moški posamično
Fred Perry :  Jack Crawford, 6-3, 6-0, 7-5

## Ženske posamično
Dorothy Round Little :  Helen Hull Jacobs, 6-2, 5-7, 6-3

## Moške dvojice
George Lott /  Lester Stoefen :  Jean Borotra /  Jacques Brugnon, 6–2, 6–3, 6–4

## Ženske dvojice
Simone Mathieu /  Elizabeth Ryan :  Dorothy Andrus /  Sylvie Jung Henrotin, 6–3, 6–3

## Mešane dvojice
Dorothy Round  /  Rjuki Miki :  Dorothy Shepherd Barron /  Henry Austin, 3–6, 6–4, 6–0